# جهان‌نما (نشریه)
جهان‌نما نام یکی از مطبوعات استان فارس در دوران قاجاریه است.
این نشریه از سال ۱۳۴۴ هـ.ق به وسیله عبدالله ضرابی در شیراز به چاپ رسیده است.